# Othemsmästaren

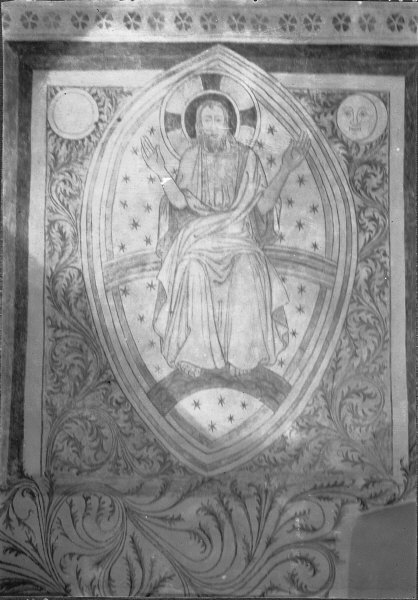
Målning på korväggen i Othems kyrka.

Othemsmästaren är ett anonymnamn på den kyrkomålare som i början av 1400-talet smyckade korväggarna i Othems kyrka på Gotland.
Othems kyrka som var rik på dekorationsmålningar från olika tidsepoker, korvalvet är målat någon gång under 1200-talet och triumfbågen målades under 1300-talet. För att komplettera målningarna i koret anlitades Othemsmästaren under 1400-talet för att utföra dekorationsmålningar på korväggarna. Målningarna som framställer en tronande Kristus omgiven av apostlar samt Sankt Dionysius har genom åren delvis blivit hårt restaurerade. Var och en av figurera är placerade inom ett rektangulärt ramverk som omges av det för det tidiga 1400-tals måleriets rankor med bladverk. De monumentalt utförda gestalterna är i besittning av en harmonisk resning som ackompanjeras av de mjuka och sirliga veck som framställs i klädedräkterna. Troligtvis var Othemsmästaren bara verksam på Gotland tillfälligt eftersom det inte finns några andra målningar som kan tillskrivas honom. Han har en viss släktskap med Unionsmästarens arbeten men hans närmaste stilfrände hittar man i sydvästra Tyskland som också hade beröring med den burgundiska konsten som har vissa gemensam drag med Othemsmästarens gestalter.